# Rugby a 15 nel 1936

## Attività internazionale

### Altri test
| Alkmaar 15 marzo 1936 | Paesi Bassi | 6 – 5 | Belgio |  |

| Madrid 28 marzo 1936 | Spagna | 16 – 9 | Portogallo | Universitario |

| Berlino 20 maggio 1936 | Germania | 37 – 9 | Romania |  |

| St Quentin 1º luglio 1936 | Francia del Nord | 12 – 5 | Belgio |  |

| Timaru 9 settembre 1936 | Nuova Zelanda XV | 16 – 13 | South Canterbury | Fraser Park |

| Hannover 1º novembre 1936 | Germania | 3 – 6 | Francia |  |

| Hilversum 15 novembre 1936 | Paesi Bassi | 16 – 28 | Germania |  |

## La Nazionale Italiana
Affidata al Francese Michel Boucheron e a Luigi Bricchi, l'attività della Nazionale Italiana , si limita di fatto al torneo dimostrativo pre-olimpico di Berlino organizzato dalla FIRA. Gli azzurri conquisteranno il terzo posto, dopo essere stati battuti dalla Germania) (squadra all'epoca in grado di impensierire la Francia), battono la Romania.
Il torneo era stato preceduto da una partita di preparazione contro un club di Stoccarda e seguita da un'amichevole organizzata durante il torneo contro la selezione della Bassa Sassonia:
| Milano maggio 1936 | Italia XV | 27 – 9 | Stuttgarter |  |

| Arbitro: | Mailhan |

|                                                                                     |           |                                           |
| 14' m. Huebsch 27' m. Koch 31' m. Aue 33' drop Buchowsky 63' m. Koch 66' m. Huebsch | Marcatori | 17' m. F.Vinci tr. Rizzoli 21' m. Cazzini |

| Arbitro: | Leiprand |

|                                   |           |                             |
| m. Cazzini m. Aloisio tr. Rizzoli | Marcatori | m. Barsan drop Chrisoveloni |

| Hannover maggio 1936 | Bassa Sassonia | 8 – 5 | Italia XV |  |

## I Barbarians
Nel 1936 la squadra ad inviti dei Barbarians ha disputato i seguenti incontri:
| Bedford 3 marzo 1938 | East Midlands | 7 – 8 | Barbarians |  |

| Penarth 15 aprile 1938 | Penarth RFC | 0 – 8 | Barbarians |  |

| Cardiff 16 aprile 1938 | Cardiff RFC | 8 – 8 | Barbarians | Arms Park |

| Swansea 18 aprile 1938 | Swansea RFC | 14 – 7 | Barbarians | (Saint Helen's) |

| Newport 19 aprile 1938 | Newport RFC | 8 – 0 | Barbarians | (Rodney Parade) |

| Leicester 27 dicembre 1938 | Leicester Tigers | 8 – 6 | Barbarians | (Welford Road) |

## Campionati nazionali
| Argentina            | Camp. di Buenos Aires    | Belgrano Athletic Club |
| Nuovo Galles del Sud | Shute Shield             | Drummoyne              |
| Francia              | Campionato 1935-36       | Narbonne               |
|                      | Challenge Yves du Manoir | Bayonne                |
| Italia               | Campionato 1935-36       | Amatori Milano         |
| Sudafrica            | Currie Cup:              | Western Province       |
| Romania              | Campionato               | TC Roman               |